# 평택 만기사 철조여래좌상
평택 만기사 철조여래좌상(平澤 萬奇寺 鐵造如來坐像)은 대한민국 경기도 평택시 만기사에 있는, 고려 시대에 만들어진 철조 여래 좌상이다. 1972년 7월 22일 대한민국 보물 제567호로 지정되었다.
후삼국시대의 광주 철불 등의 양식을 계승한 철불로, 고려시대에 조성된 철불이다. 두껍게 개금(改金)되어 원래의 세부적인 모습을 파악하기 어렵지만, 전형적인 고려시대의 불상양식을 나타내고 있다. 불상을 받치는 대좌(臺座)는 없고 불신(佛身)만 남아 있는 상태이며, 오른팔과 양 손은 모두 나중에 보수한 것이다. 오른팔과 양손은 새로 만들어 끼운 것이고 원래의 것은 절 안에 따로 보관되어 있다.

## 특징
머리에는 작은 소라 모양의 머리칼[나발(螺髮)]을 붙여 놓았고 정수리 부근에는 상투 모양의 머리[육계(肉髻)]가 큼직하게 있으며, 그 가운데에는 계주(髻珠)도 표현되어 있다.
갸름한 얼굴에 알맞은 이목구비를 하고, 목에는 3줄의 삼도가 뚜렷하며, 귀는 긴 편이다.
어깨는 거의 수평을 이루면서 넓고 가슴이 발달되었고, 상체가 약간 긴 편이나 크고 넓은 결가부좌한 다리를 하고 있어 전체적으로 비례가 알맞은 편이어서 안정감이 있다.
법의는 오른쪽 어깨를 드러내고 왼쪽 어깨에만 걸치고 있으며, 옷주름 표현은 왼쪽 어깨의 삼각형의 옷 접힘과 무릎 부분에 세 가닥으로 세로줄이 접혀 있는데, 약간 도식적으로 새겨졌다. 어깨 부분에서는 크게 접어 계단식의 주름을 만들었고, 팔과 다리 부분에도 주름을 표현하였는데 매우 형식적이다.
손모양[수인(手印)]은 오른손은 무릎 위에 올려 손끝이 땅을 향하고 있으며 왼손은 배 부분에 놓고 있는 항마촉지인(降魔觸地印)이다.

## 평가
이 불상은 신라 말부터 유행하던 철불의 전통을 계승하였으며, 양식적으로는 불국사에 있는 9세기 무렵의 금동아미타불좌상이나 금동비로자나불좌상, 영천 선원동 철조여래좌상 등 장신 계통의 불상을 이어받은 고려시대 불상이다. 당당한 형태이지만 도식적인 옷주름의 표현과 단정해진 얼굴 등에서 고려시대의 양식이 잘 반영된 철불이다.

## 현지 안내문

### 국문 설명
평택 만기사 철조여래좌상
平澤 萬奇寺 鐵造如來坐像
보물 제567호 
이 불상은 석가모니불을 나타낸 것으로 고려시대에 조성되었다.
불상은 철로 만들어졌으나 현재는 두껍게 금칠되어 있다. 이와 같은 철불은 통일신라시대 말기부터 고려 초기에 유행하였다. 당시에 철은 값비싼 금동과 달리 생활 주변에서 손쉽게 구할 수 있는 재료였으며, 철불은 주로 지방 호족이나 평민들에 의해 만들어졌다.
불상의 왼손은 손바닥을 위로 해서 배꼽 앞에 놓고 오른손은 땅을 향하고 있는 모습인데, 이는 석가모니가 깨달음을 얻은 순간을 상징하는 것이다. 지금의 양 손과 오른팔은 모두 새로 만들어 끼운 것으로, 원래의 것은 절 안에 따로 보관되어 있다.
만기사 철조여래좌상은 전형적인 고려시대 불상 양식으로 주목받고 있다. 도식적인 옷주름의 표현과 단정해진 얼굴 등에서 고려시대 불상의 특징을 잘 볼 수 있다.

### 영문 설명
Iron Seated Buddha of Mangisa Temple, Pyeongtaek
Treasure No. 567
This is a statue of Sakyamuni, the Buddha, which is presumed to have been made in the Goryeo period (918-1392). It is made of iron, the surface of which is thickly coated with gold. The right hand of the Buddha reaches down toward the ground, indicating the attainment of spiritual enlightenment. The right arm and both hands are newly made, and the originals are preserved separately inside the temple. The folds of the robe are formulaic, replicating the standard style of the time.
Iron buddha statues became popular in the early Goryeo period. Iron was easy to obtain in comparison to expensive gold and bronze, and with the rise of Buddhism, many iron buddha statues were made by local gentry and commoners.

## 참고 문헌
- 평택 만기사 철조여래좌상 - 국가유산청 국가유산포털